# Étienne Picart
Étienne Picart (Le Romain) (* 21. Oktober 1632 in Paris; † 12. November 1721 in Amsterdam) war ein französischer Kupferstecher.
Der Sohn des Pariser Buchhändlers Bernard Picard ging in die Lehre bei François de Poilly d. Ä. Sein Freund war der Graveur Guillaume Vallet (1632–1704), mit dem er die Jahre 1655–61 in Rom verbrachte. Hier erwarb er seinen Spitznamen Le Romain und fertigte Stiche nach Reni, Domenichino, Tintoretto und Francesco Albani. 1658 fertigte er als Magisterarbeit ein Frontispiz nach Maratti. Nach ihrer Rückkehr wurden sie 1664 zugelassen an der Académie Royale de Peinture et de Sculpture.
Um 1711 siedelte er über nach Amsterdam zu seinem Sohn Bernard.